# Hybosida dauban
Hybosida dauban là một loài nhện trong họ Palpimanidae. Loài này được phát hiện ở Seychelles.